# ゴールデン名曲劇場〜木曜に金爆〜
「ゴールデン名曲劇場〜木曜に金爆〜」（ゴールデンめいきょくげきじょう もくようにきんばく）は、TOKYO MXで放送された音楽バラエティ番組。ゴールデンボンバーの冠番組。

## 概要
テレビとしては「金爆一家」（フジテレビ）以来となるゴールデンボンバーの冠番組。
JOYSOUND直営店のカラオケルームでゴールデンボンバーのメンバーとゲストがトークを繰り広げ、様々なコーナーを展開する。
ゴールデンボンバーのロゴがそうであるように、本番組も「ゴールデン洋画劇場」（フジテレビ）のロゴと酷似している。

## 放送時間
- 毎週木曜 20:30-20:45

## 出演者

### レギュラー出演
- ゴールデンボンバー
  - 鬼龍院翔
  - 喜矢武豊
  - 歌広場淳（MC）
  - 樽美酒研二